# San Miguel de Allende, Veracruz
San Miguel de Allende är en ort i Mexiko.   Den ligger i kommunen Las Choapas och delstaten Veracruz, i den sydöstra delen av landet, 600 km öster om huvudstaden Mexico City. San Miguel de Allende ligger 39 meter över havet och antalet invånare är 357.
Terrängen runt San Miguel de Allende är kuperad österut, men västerut är den platt. Runt San Miguel de Allende är det ganska glesbefolkat, med 29 invånare per kvadratkilometer. Närmaste större samhälle är Nueva Tabasqueña, 7,2 km väster om San Miguel de Allende. Omgivningarna runt San Miguel de Allende är en mosaik av jordbruksmark och naturlig växtlighet.